# El león y el ratón
El león y el ratón es una fábula atribuida a Esopo y posteriormente reescrita, entre otros fabulistas, por Jean de la Fontaine y Félix María Samaniego.
Un curioso ratoncito decidió salir de su madriguera para brincar y jugar en la barriga de un león que plácidamente dormía la siesta. Tanto jugó que hizo que el león rápidamente despertara, luego tomó al ratoncito con sus garras y le dijo al roedor que no lo moleste. Suplicándole misericordia, el ratón fue liberado.
Un tiempo después, el león quedó atrapado en una red de cazadores. El ratón escuchó las llamadas de auxilio de su amigo y fue a socorrerlo. Se puso a romper la red con sus filosos dientes hasta liberar al león.
La moraleja de la fábula es que "ningún acto de bondad queda sin recompensa" y que "no conviene desdeñar la amistad de los humildes". Esta misma enseñanza se repite en otras fábulas del propio Esopo como la de Androcles y el león.